# Harold Lieberman
Harold J. Lieberman (* 1930 oder 1931 in Hartford (Connecticut); † 16. September 2020 in Woodstock (New York)) war ein US-amerikanischer Musiker (Trompete, Arrangement, auch Komposition), der seit den späten 1970er Jahren vor allem als Hochschullehrer tätig war.

## Leben und Wirken
Lieberman wuchs in einer orthodoxen jüdischen Familie von polnischen Immigranten auf. 1943, im Alter von zwölf Jahren, begann er auf Betreiben seines Bruders mit Trompetenunterricht. Er besuchte die High School in Hartford; nach seinem Abschluss wurde er mit 17 Jahren Erster Trompeter der Hartford Symphony. 1952 verpflichtete er sich als Zeitsoldat bei der Air Force; er diente bei der 730th Air Force Band in Trenton und wurde bei der Entlassung 1956 mit der National Defense Service Medal ausgezeichnet. Dann zog er nach New York City, wo er an der Juilliard School einen Bachelor als Trompeter erwarb. 1959 setzte er seine Studien am Lehrer-Kolleg der Columbia University fort, an der er den Master in Musikpädagogik erwarb.
In den folgenden Jahren arbeitete Lieberman vorwiegend als Studiomusiker; seine Studioarbeit umfasste viele Filmmusiken, TV-Shows, Werbespots, Aufnahmen mit Stars wie Laura Nyro und an Broadway-Shows, darunter in How to Succeed in Business Without Really Trying und Purlie. Er legte 1960 das Album The Eight Trumpets of Harold J Lieberman (Golden Crest) vor; darauf spielte er neben Eigenkompositionen klassische Werke von Purcell und Mozart auch Jazzstandards wie „Autumn Leaves“ und „Tenderly“. 1962 gehörte er kurz dem Benny Goodman Orchestra an, mit dem er auf Tournee ging. Als Mitglied des Manhattan Brass Choir war er 1967 am Album Praise to the Living God (ABC-Paramount) beteiligt, mit Clark Terry und Urbie Green als Gastsolisten. Des Weiteren spielte er mit den Jazzbands von Gerry Mulligan, Urbie Green und Doc Severinsen, betätigte sich aber auch in anderen Genres und trat 1970 gemeinsam mit Pink Floyd im Fillmore East auf. Um 1969 spielte Lieberman das Duoalbum Arban Revisited: The Arban Trumpet Duets mit Werken von Jean-Baptiste Arban ein.
Als Sessionmusiker arbeitete er ab 1967 für das Fernseh- und Rundfunkprogramm von CBS; u. a. war er in Arthur Godfrey Time zu hören, einer Radiosendung an Wochentagen, in der er in einem von Bandleader Gerry Alters für ihn geschriebenen Song solo spielte: „The Love Call of Harold J. Lieberman“. Er trat auch mit der CBS Symphony und in der Ed Sullivan Show auf, ferner in der Carol Burnett Show und bei You Are There, einer TV-Show am Samstagmorgen, die von Walter Cronkite moderiert wurde. Neben seiner Arbeit bei CBS und im Studiobetrieb leitete er seine eigene Band Jazz Impact, zu deren Mitgliedern sein Freund und Tennispartner, der Pianist Derek Smith gehörte. 1977 wirkte er – mit Marky Markowitz, Howard McGhee, Hannibal Marvin Peterson, Lew Soloff, Danny Stiles, Derek Smith, Bucky Pizzarelli, Richard Davis und Ronnie Bedford – bei der Produktion The Progressive Records All-Star Trumpet Spectacular Vol 1 (Progressive Records) mit. Im Bereich des Jazz war er laut Tom Lord zwischen 1972 und 1978 an fünf Aufnahmesessions beteiligt.
Lieberman wurde 1977 ordentlicher Professor und unterrichtete bis 2000, als er in den Ruhestand ging, am Mannes College of Music und an der Manhattan School of Music. Als emeritierter Professor trat er weiterhin in Clubs wie im Metropolitan Hot Club auf, hielt regelmäßig Vorträge über die Geschichte des Jazz und schrieb Musikkritiken. Zuletzt lebte er in Woodstock (New York), wo er im September 2020 im Alter von 89 Jahren starb.

## Diskographische Hinweise
- A Musical Journey Through the Rich History of Jazz (um 1974), mit Mickey Gravine, Tommy Newsom, Hank Jones, Milt Hinton, Ron Traxler, Harold Lieberman (Erzähler)
- Derek Smith: New Soil(1978), mit Dick Meldonian, Scott Hamilton, George Mraz, Billy Hart